# 牙線棒

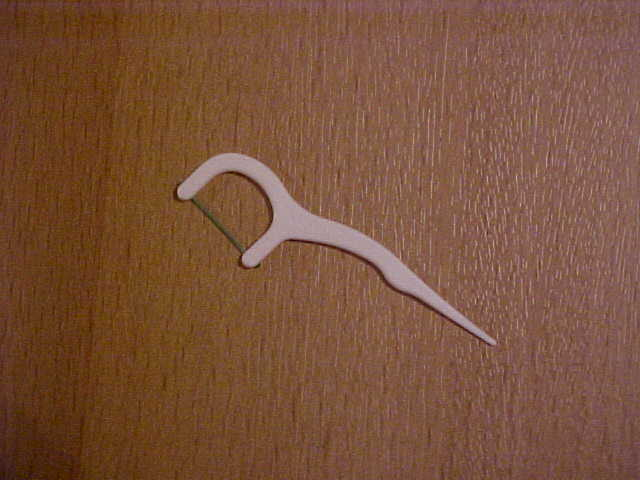
F形的牙线棒。其底部尖细，可用来进一步清理牙缝

牙線棒，也称牙線架，是固定于有柄架上的一段牙线，與牙線的用途相同，主要用於清潔牙縫，排除牙縫積聚的食物殘渣，從而預防牙周病。可供手部不灵活人士（包括儿童）使用牙线提供方便，或者用于口腔内窄小、手指不容易够到的部位。除此之外，因為使用牙線要把手指放入口腔，部分人士或會不適應，於是選用牙線棒。另外，也有部分場合因為不便清潔手部，所以也可採用牙線棒代替牙線。
牙線棒的顶端有两种形状：
- F形，牙线架在侧面开口，与手柄平行
- Y形，牙线架在顶端开口，与手柄垂直

牙線棒的牙線部分目前有添加其余元素的，通常為碳、薄荷，以增加其使用度或清理程度。
有些牙线棒可以由使用者重复装入牙线，有些为一次性使用，另外也有重复使用的手柄加以一次性的牙线架的。